# Costa sottovento
Costa sottovento è il secondo romanzo della saga di Jack Aubrey e Stephen Maturin dello scrittore anglo-irlandese Patrick O'Brian.

## Trama
La pace sorprende Aubrey e Maturin mentre tornano in patria su una nave da Gibilterra. Ma per un ufficiale non ben introdotto, la pace significa restare senza un comando, confinato a terra a mezza paga. I due affittano quindi una bella casa di campagna, dove si danno ad una moderata vita sociale, durante la quale conoscono due cugine, Sophia e Diana, e la bisbetica madre di Sophia, molto interessata alle persone viste come conti in banca. Cugine ma diversissime, con Sophia tanto riservata quanto Diana, vedova e priva di mezzi, è spumeggiante. Jack è interessato a Sophia e sembra corrisposto, ma il fallimento dell'agente di Jack lo ridurrà sul lastrico, e da quel punto in poi la madre di Sophia ostacolerà la nascente relazione con ogni mezzo.
Nel frattempo Jack comincia ad essere assediato dai creditori, e la necessità di denaro lo porta a commettere un passo falso presso il Primo Lord dell'Ammiragliato. Ma la guerra riesplode: Napoleone inizia i preparativi per l'invasione e l'Ammiragliato passa di mano a Lord St. Vincent, meglio disposto verso Jack, ma non tanto da fornirgli una vera nave. E infatti gli viene proposto il comando di un prototipo di nave, che nessun ufficiale aveva voluto portare a compimento, tanto strana da essere soprannominata lo sbaglio del carpentiere: la corvetta di Sua Maestà Polychrest.
Frattanto, l'impossibilità di vedere Sophia spinge Jack a cercare i favori di Diana, entrando però in conflitto con Stephen, anche lui interessato a quest'ultima. Tra la malevolenza dell'ammiraglio Harte, le scarse qualità nautiche della corvetta e un tentativo di ammutinamento a bordo, i rapporti tra Jack e Stephen precipitano, fino quasi a giungere ad un duello. Nonostante le sorti avverse, Jack riesce tuttavia a portar via da un porto francese una corvetta nuovissima, la Fanciulla, e diverse navi, rimanendo però ferito. La sua quota delle prede risana in buona parte la sua disastrosa situazione economica e la risonanza dell'impresa gli fruttano la promozione a furor di popolo a capitano di vascello ed il comando temporaneo della Lively, una potente fregata da 38 cannoni con la quale riuscirà a compiere un'importante missione: insieme ad altre tre fregate, intercetta e cattura, dopo un accanito combattimento, tre delle quattro fregate spagnole che portano un tesoro dal Sud America in Spagna, distruggendo la quarta.

## Riferimenti
La Lively fece parte davvero della squadra che catturò un tesoro spagnolo portato da una forza navale di quattro fregate (di cui una da 40 cannoni); ovviamente al comando non c'era Jack Aubrey. Attualmente il grado equivalente a capitano di fregata nella Royal Navy è quello di Commander, mentre il grado di capitano di vascello è Captain.

## Edizioni
- Patrick O'Brian, Costa sottovento, traduzione di Paola Merla, collana La Gaja Scienza, Longanesi, 1996,  p. 470, ISBN 88-304-1360-7.